# Szerokonosek
Szerokonosek (Scotorepens) – rodzaj ssaków z podrodziny mroczków (Vespertilioninae) w obrębie rodziny mroczkowatych (Vespertilionidae).

## Zasięg występowania
Rodzaj obejmuje gatunki występujące w Australii, na Timorze i Nowej Gwinei.

## Morfologia
Długość ciała (bez ogona) 36,8–59,7 mm, długość ogona 25,2–48,5 mm, długość ucha 9,1–14,1 mm, długość tylnej stopy 7,1–9 mm, długość przedramienia 27,3–40,5 mm; masa ciała 4–14,1 g.

## Systematyka
Rodzaj zdefiniował w 1943 roku australijski zoolog Ellis Le Geyt Troughton w publikacji swojego autorstwa dotyczącej ssaków Australii. Na gatunek typowy Troughton wyznaczył (oryginalne oznaczenie) szerokonoska wschodniego (S. orion). 

### Etymologia
Scotorepens: gr. σκοτος skotos ‘ciemność’; łac. repens, repentis ‘niespodziewany, nagły’.

### Podział systematyczny
Do rodzaju należą następujące gatunki:
- Scotorepens sanborni (Troughton, 1937) – szerokonosek północny
- Scotorepens greyii (J.E. Gray, 1843) – szerokonosek mały
- Scotorepens balstoni (O. Thomas, 1906) – szerokonosek australijski
- Scotorepens orion (Troughton, 1937) – szerokonosek wschodni